# Giuseppe Aurelio Privitera
Giuseppe Aurelio Privitera (30 luglio 1928) è un grecista italiano.

## Biografia
Ha scritto su Omero, i lirici, le origini della tragedia, la storia del ditirambo, i rapporti della poesia con la musica e la religione in età arcaica, la storia della letteratura greca fino ad Alessandro Magno. Ha insegnato letteratura greca all'università di Perugia. È professore emerito e socio dell'Accademia dei Lincei dal 2002.